# トランスバール皇国
トランスバール皇国（トランスバールこうこく）は、株式会社ブロッコリーによるキャラクターメディアミックス企画『ギャラクシーエンジェル』およびその続編『ギャラクシーエンジェルII』に登場する、架空の銀河帝国である。
以下の解説は基本的にゲーム版（原作版）に準じるものとする。ゲーム版とアニメ版の違いについては『ギャラクシーエンジェル』を参照。

## 概要
128の星系を統べる、汎惑星国家。EDEN宇宙最大の中心国家。政体は皇帝を頂点に置く帝政であったが、現女皇シヴァの治世になって以来民主化が推し進められている。
圧倒的軍事力と政治力で全領土を支配する皇帝と、政治な実権や武力を行使できる軍隊を持っていないが民衆の精神的支えとなる月の聖母の二頭が存在する。貴族制度が存在し、市民階級より当然のように優遇されている。貴族は領土を保有するが、軍事力を持たない。
建国目的は、失われた星間ネットワークを再構築し、人類文明を復興させることである。ロストテクノロジーを研究し、解明し、管理し、生産し、一般化したものである天恵（ギフト）と呼ばれる技術を生活基盤としている。

## 歴史
トランスバール皇国暦という暦を採用している。トランスバール皇国暦の紀元は惑星トランスバールの軌道上に白き月が訪れた時と定められている。

### 紀元前200年頃
紀元前のトランスバールはEDEN文明の辺境の一国家に過ぎなかった。クロノ・クェイクによりEDEN文明は崩壊、トランスバールも衰退を免れなかった。星間ネットワークの崩壊による資源の枯渇により、社会を維持できなくなったため、統治者が自ら進んで文明を放棄することで、最悪の破局を逃れようとした。そして社会構造の変革により何億という命が失われた。この時代よりトランスバールに白き月が現れるまでの間の200年間を暗黒時代と呼ぶ。

### 紀元前100年頃
文明は大きく後退していた。惑星トランスバールでは幾つかの国に別れ、地上で覇を競いあっていた。すでに武器はレーザーやミサイルではなく、鋼の剣や槍、乗り物は馬と帆船であった。

### トランスバール暦元年
すでに中世レベルまで文明が後退していた、惑星トランスバールの軌道上に白き月が現れる。そこに住む「月の聖母」シャトヤーンは「天恵（ギフト）」と呼ばれるロストテクノロジーをトランスバールに与え、皇国が生まれ変わる契機となった。シャトヤーンはEDEN文明を復興させるために、トランスバールの人々に白き月の技術を与え、銀河を統一させようとした。この時期にすでに恒星間通信と恒星間航行が復活している。 この時代を天恵時代と呼ぶ。

### トランスバール暦100年頃
星間国家トランスバール皇国が成立する。この時期にトランバール暦が始まる。この時期に宇宙船の製造技術を得て、宇宙への進出が始まる。皇国の勇敢な宇宙船乗りの冒険に次ぐ冒険によって宇宙が開拓され始める。この時代より数百年間を大航海時代と呼ぶ。

### トランスバール暦200年頃
トランスバール皇国がロストテクノロジー、超光速通信や超光速航行を使って銀河各地に進出しだした、拡大の時代。暗黒時代を生きながらえた人類が細々と暮らす惑星を統合し、版図を広げていく。

### トランスバール暦300年頃
皇国が安定期に入り、トランスバール皇国が128の星星を版図におさめる。EDEN時代の技術が浸透し皇国が豊かになったため、人々は現状に満足を覚え建国目的であった星間ネットワーク再構築の使命を放棄。この時代に現在の皇国領土がほぼ完成し、以後、開拓活動やロストテクノロジーの研究は活発で無くなる。

### トランスバール暦400年頃
貴族や皇族は腐敗。白き月と聖母シャトヤーンへの畏敬の念も失われ始める。
402年、13代皇帝ジェラール・トランスバールは軍を率いて白き月に侵攻、直轄地にしてしまう。月の聖母シャトヤーンは皇帝の妃とされ、白き月に軍の基地を設置。白き月及び白き月の巫女を近衛軍の所属に組み込む。月の聖母シャトヤーンは事実上の幽閉状態となる。これにより皇国各地で市民による暴動が発生。反貴族・ロストテクノロジーの全宇宙共有化の意識が高まり、反皇国思想のテロ活動が活発化。
407年、シグルト・ジーダマイア少将に扇動され第五皇子エオニア・トランスバールは自らの愛する聖母シャトヤーンと白き月の解放及び、建国目的の復活、正統性の回復、初期の理想を取り戻すことを掲げ、皇国に対してクーデターを起こす。しかし、クーデターが始まるや否や、ジーダマイアが皇帝ジェラールに寝返り、それが原因で敗北する。事実はジーダマイアとジェラールが共謀してエオニアを陥れるための謀略だった。これにより、禁忌を犯したとしてエオニアは全ての権利を剥奪され追放刑を受け皇国外へ追放、親しいものも全員処刑される。
追放され、数人の側近と共に辺境で苦渋の放浪を強いられたエオニアは、巨大なロストテクノロジーの人工天体である黒き月を発見し、それを用いて無人大艦隊を生産。そしてクーデターの再開を決意し、皇国の正統性を回復し、裏切り者に復讐を遂げ、ロストテクノロジーのすべてを掌握しEDEN文明の再建を行うためにトランスバール皇国へと帰還する。ここからギャラクシーエンジェル本編が始まる。

## ギャラクシーエンジェル本編

### 412年
正統トランスバール皇国の建国をめぐったエオニア派とシヴァ派（ジーダマイア派）の内乱戦争が勃発する。後にエオニア戦争、エオニアの乱、エオニア戦役などと呼称される。第二次ヴァル・ファスク戦争において便宜上ひとくくりとされるが、エオニア自身はヴァル・ファスクとは何の関係もない。
廃太子エオニア・トランスバールが無人艦隊を率いて皇国に侵攻した。防衛にあたった第一方面軍と近衛軍を駆逐するなどトランスバール本星を制圧し、軌道上からの砲撃により皇族の粛清を行い自身が皇位を継承することを宣言した。
残存勢力は第三方面軍総司令シグルト・ジーダマイア大将を筆頭とし、第三方面軍勢力下であるローム星系都市衛星ファーゴに集結した。白き月にいたため粛清を逃れ、ムーンエンジェル隊により脱出した皇族唯一の生き残りであるシヴァ皇子を擁立し反抗を開始する。初戦には勝利するも、エオニア軍主力により都市衛星ファーゴが奇襲を受けた際、ジーダマイア大将を含む多くの高級将官を失う。ムーンエンジェル隊はエオニア軍主力を先回りする形でトランスバール本星へ急行し白き月を開放、旗艦エルシオールの主砲搭載と紋章機の性能向上を行い、追撃してきたエオニア軍主力と交戦。追いついてきた皇国軍残存部隊とともにこれを殲滅した。エオニアは死亡し、無人艦隊を建造していた黒き月の破壊にも成功し、クーデターは終結する。
クーデター終結後はシヴァが皇位に就きトランスバール皇国の再建が行われた。なお、エオニア派は完全に滅んだわけでなく、残党が戦後も暗躍した。

### 六ヵ月後
強奪船団さわぎ。事件の真相はエオニア軍の残党、レゾム・メア・ゾムによる真・正統トランスバール皇国建国をたくらむものであった。この際にレゾムはヴァル・ファスクのネフューリアに利用され超巨大戦艦オ・ガウブを建造させられる。ネフューリアはオ・ガウブを率いトランスバール本星まで電撃的侵攻を行うが白き月の近海にて撃墜されるに終わる。

### 413年
ヴァル・ファスクがトランスバール皇国に侵攻開始。いわゆる第二次ヴァル・ファスク大戦。この際に滅んだと思われていたロストテクノロジーの発祥の地、EDENの存続が確認された。白き月率いる艦隊によりヴァル・ファスク本星まで進行し、ヴァル・ファスクの王であるゲルンを倒すことに成功。人類側の勝利に終わる。時空震の真相が確認されたり、EDENが見つかったりとこの時期にトランスバールの認識と歴史が大きな転換期を迎えたものと思われる。

### 戦間期、414年～416年
ヴァル・ファスクはトランスバールに降伏し、その際に最低限の自衛の手段を除いた、軍の保有を一切禁止される。
ヴァル・ファスクからのEDENの解放により、トランスバール＝EDEN時代が到来。これによりトランスバール皇国がEDENであるという認識を持つようになる。また、スカイパレスのライブラリから、かつて複数の宇宙が交流し、多くの物資と技術が行き交っていた、多次元文明の時代の存在が再発見され、平行世界間の移動に関係するABSOLUTE（アブソリュート）とクロノゲートの存在が示唆される文献が見つかる。これにより平行宇宙への調査を開始、クロノゲートを用いた平行宇宙間の移動を実現する。そして56番目にして、初めて発見された有人宇宙であるNEUE（ノイエ）を発見。415年よりNEUE支援復興計画を発動し、EDENはNEUEに存在する各国家と交易を含めた国交を持つようになっていく。
平行宇宙の調査に備え、414年に新造戦艦建造計画発動。この時期からEDEN軍の大規模な軍備拡張が図られ、ノアをプロジェクトリーダーに、戦艦ルクシオール、デュアル・クロノ・ブレイク・キャノン、量産型紋章機ホーリーブラッド、その母艦である戦艦リプシオールなど従来の兵器を遥かに上回る新世代兵器がその存在を隠蔽されながら開発されていくこととなる。また、並行宇宙との交流の開始により戦力の増強が必要となり、同時期に黒き月の再建計画が発動。ノアの指揮の下、友好関係を結びつつあったヴァル・ファスクの手によって、再び「黒き月」が作り上げられる建造作業がトップシークレットとして秘密裏に行われていく。
415年よりEDEN軍のエルシオールとムーンエンジェル隊がNEUEの調査を開始、これによりNEUE各地で紋章機らしきものを発見するに至り、確保。しかし414年以降、ムーンエンジェル隊がABSOLUTEやNEUE、または並行宇宙に関連する仕事に従事するようになってきたため、415年にムーンエンジェル隊は事実上の解散。416年、この年に新造戦艦建造計画が終了し最新鋭戦艦「ルクシオール」が就航しタクトが艦長になったこと、新たな紋章機がNEUEから多数見つかったこと、そしてムーンエンジェル隊が解散したために、ルクシオールとその艦長タクトを中心に新エンジェル隊設立計画を発動。隊員3名をもって「ルーンエンジェル隊」を発足することとなる。

### 417年以降
ギャラクシーエンジェルII本編。

## 政治
トランスバール皇国は皇王と皇族によって統治される帝制国家。貴族と市民階級が存在し、貴族は市民階級に比べてまるでキャリアとノンキャリアの差のように社会的に優遇され、領土を持つ。しかし、貴族は本星に住み、軍を保有しないという独自の体制を取っている。しかしトランスバール暦412年のエオニア戦争によりシヴァ女皇以外の皇族は絶滅。若い彼女（即位した時には10歳）を補佐するため実際には宰相であるルフト・ヴァイツェンにより政治と軍事が運営される。また多くの貴族が没落し民主化が押し進められている。
皇王がトランスバール本星から128の星を圧倒的軍事力と政治力で支配。また武力が絡まない限りは惑星の政治に介入しないとされ、また能力のある人間は出身地がどうであれ、教育と就職を約束される。
白き月の聖母シャトヤーンは皇王のように政治権力や軍事力を持たないものの、その由来から国民に神聖視され、崇拝の対象であり国民の精神的支えとなっている。白き月は皇国から独立しながら、トランスバール皇国に技術供給を行ってきており、皇王と月の聖母は共存関係であるとされる。しかし、トランスバール暦402年に12代皇王ジェラールが白き月に侵攻し征服したことでこの関係は崩れてしまうことになる。

## 領域
128の星系を領有する他、辺境の惑星などを教化・植民地化している。128の星系はトランスバール皇国の直轄地と自治惑星に分かれる。現在の領土が形作られたのはトランスバール暦300年頃であり、それ以来は大規模な領土拡大を行っていない。

## 法
トランスバール皇国の支配下に置かれている128の星系全体を律する大枠としてトランスバール皇国法が存在し、それぞれの地域ごとに惑星に応じた地域法が存在する。

## 宗教
トランスバール皇国の市民階級のほとんどが白き月を神聖視している。白き月でロストテクノロジーを研究する研究者「白き月の巫女」は聖職者であるとされ、その代表である聖母シャトヤーンは人々を暗黒時代から救った女神のような女性だと認識され、崇拝及び敬愛される存在となっている。
また絶対神を崇める宗教を、神官階級が人々から知識を奪い取り、思い通りの世界を作り上げ独裁するための神権政治だと認識しており、奇跡を演出するなどして新しい神を与えることで人民を教化し、皇国に編入させるやすくするための手段としている。

## 交通
各地に宇宙灯台が設置され、安全性及び経済性によって定められた交通路が存在する。各宇宙船は宇宙灯台に従いクロノドライブにより交通を行う。尚移動の際距離単位は光年で数えられる。星系間の距離は0.5～10光年程度であり、通常10時間で1光年を移動できるとされる。宇宙灯台は皇国により定期的に修理されるようである。クロノドライブは小惑星などの天体などの重力にも影響されるため、星系を通るときは一度ドライブ・アウトして通り過ぎたら再びドライブ・インするのが普通である。星系内での距離を表す単位はkm。

## 経済
星間ネットワークを持ち、民間レベルでの惑星及び星系レベルでの交通や輸送が一般的となっている。また温泉惑星など惑星規模で市場経済活動が行われていたりすることも珍しくないようである。
トランスバール皇国ではギャラクシークレジット（通称ギャラ。1ギャラ＝1円）といわれる貨幣単位を主に使っているが、ただし、各惑星により独自の通貨単位も存在する。（例：○○宇宙リラ=●●GC）
資源や食料などの他にも、白き月により研究され一般化したロストテクノロジーはギフトとして市場に出回る。
トイレットペーパーからミサイルまで取り扱う星間財閥も存在しており、政治的に封建的なトランスバールにおけるパトロン的存在を担っている。エオニア戦役でもミントの父ダルノーは戦争による経済の損失を心配していたほど。

## 軍事
トランスバール皇国軍という国軍が存在。貴族は軍を持たない。トランスバール皇国軍は大きく中央軍、辺境軍、近衛軍の三軍に分かれており、中央軍は本星を防衛、辺境軍は皇国領土を分割している4つの方面軍を持ち、方面軍は各方面ごとに総督が存在し、総司令部を持ち、方面における軍を全体を指揮する権限を持ち領土に駐留、監視、哨戒、防衛している。近衛軍は主に白き月を防衛、詳しくは後述。
トランスバール皇国の軍事力は主として宇宙軍であるように見えて、役員の大部分に海軍の階級を使用している。
トランスバール皇国は主にスパード級駆逐艦、バーメル級巡洋艦、および強力なザーフ級戦艦で多数の艦隊を構成している。多数の艦隊に分けて運用しているのは、各星系（領土）を統治するために各星系に駐留艦隊が必要だからである。各駐留艦隊は方面軍と呼ばれる単位の組織の隷下として運用される。また方面軍は第○艦隊というようにナンバリングされた艦隊を直轄運用している。これらの艦隊は基本的に方面軍の直轄領域を哨戒・巡航しており、駐留艦隊以上の大規模な艦隊を有す。
尚本星系たるトランスバール星系は方面軍ではなく中央軍と呼ばれる組織と皇族直属の近衛軍と呼ばれる二つの組織によって防衛される複雑な形となっている。中央軍、近衛軍ともに第○艦隊というナンバリングされた艦隊を直轄運用している他、近衛軍は衛星防衛隊隷下の衛星防衛艦隊という、白き月を防衛する艦隊も保持する。エンジェル隊は近衛軍のロストテクノロジー研究機関である月の巫女の組織下に置かれ、衛星防衛隊とは協力関係にある。
皇国暦417年において、確認されるだけでも6つの方面軍を持ち、ウィルのトランスバールへの出現に際して、少なくとも800隻の艦隊が編成されるなど相当数の数の戦闘艦を保有しているようである。
トランスバール皇国軍法が存在し、様々な事態に備え細かい条項が存在。なんと数百条にも渡るらしい。

### 主力艦解説
皇国軍の主力艦は超光速航行・超光速通信・クロノストリング機関を標準的に持つ。また巡航・駐留を任務としているため白き月の聖母シャトヤーンの外遊船であるエルシオールなどの比ではないが居住性は高い。艦船で艦橋から操縦されている宇宙船。船員が操縦。大きさは小惑星より小型で隕石より小型。
スパード級駆逐艦
トランスバール皇国の主力艦の中ではもっとも機動性に優れるが反面耐久力が低い。エオニア軍も会戦当初無人機に改修した当機を運用していた。クロノストリング機関を持つ船としては最も小型な部位に入る。
バーメル級巡洋艦
主に辺境宙域や小艦隊の司令艦として運用されている巡洋艦。劇中ではクリオム星系駐留艦隊司令時代のタクトの艦がこれであった。また、エオニア軍も無人機に改修した当艦を運用していた。
ザーフ級戦艦
皇国軍の主力艦。主に大艦隊の旗艦として使用される。皇国軍の艦としては最強の攻撃力・装甲を持つ。また、エオニア軍も主力艦として運用していることが多くレゾムやネフューリアなどもこの艦に搭乗経験がある。
皇国軍輸送艦
都市衛星ファーゴの入港シーンで初登場。輸送艦であるために武装は軽装。バーメル級に匹敵する全長を持つなどかなりの大型輸送艦である。